# Polycarp Pengo
Polycarp Pengo (Mwazye, 5 de agosto de 1944) é um cardeal da Igreja Católica tanzaniano, arcebispo-emérito de Dar-es-Salaam.

## Biografia
Polycarp Pengo foi ordenado padre em 20 de junho de 1971, pelo Bispo Charles Msakila, em Sumbawanga, Tanzânia. Obteve seu doutorado pela Pontifícia Universidade Lateranense em 1977, e foi o primeiro reitor do seminário maior de Segerea, de 1978 a 1983.
Em 11 de novembro de 1983, foi nomeado Bispo de Nachingwea, e foi ordenado em 6 de janeiro do ano seguinte, na Festa da Epifania na Basílica de São Pedro. O Papa João Paulo II foi o principal consagrante de Pengo, tendo Arcebispo Eduardo Martínez Somalo e Arcebispo Duraisamy Simon Lourdusamy como co-consagrante. Tomou posse da diocese em 19 de fevereiro de 1984.
Em 17 de outubro de 1986, foi apontado Bispo de Tunduru-Masasi, a qual foi instalado em 12 de fevereiro de 1987. Em 22 de janeiro de 1990, foi nomeado Arcebispo-Coadjutor de Dar-es-Salaam, junto ao Cardeal Rugambwa, ao qual sucedeu em 22 de julho de 1992.
Em 18 de janeiro de 1998, foi anunciada a sua criação como cardeal pelo Papa João Paulo II, no Consistório de 21 de fevereiro, em que recebeu o barrete vermelho e o título de cardeal-presbítero de Nossa Senhora da Salette.
De 2007 a 2009, Dom Polycarp Pengo foi presidente do Simpósio das Conferências Episcopais da África e Madagascar (Symposium of Episcopal Conferences of Africa and Madagascar, SECAM). Foi membro do Conselho de Cardeais para o Estudo de Assuntos Organizacionais e Econômicos da Santa Sé e é membro da Congregação para a Evangelização dos Povos.
Com 75 anos, Cardeal Pengo se retirou da direção da Arquidiocese em 15 de agosto de 2019, da qual permanece Arcebispo-Emérito.

## Conclaves
- Conclave de 2005 - participou da eleição de Joseph Ratzinger como Papa Bento XVI.
- Conclave de 2013 - participou da eleição de Jorge Mario Bergoglio como Papa Francisco.
- Conclave de 2025 - não participou da eleição de Robert Francis Prevost como Papa Leão XIV, cardeal emérito.